# Шебець Іларіон
Іларіо́н Шебе́ць (XIX, Станиславів — 1945, Німеччина) — один із засновників Української лютеранської церкви. Перший глава Української Євангельської Церкви Аугсбурзького Сповідання і лютеранський пастор.

## Біографія
Дуже мало відомо про біографію Іларіона Шебця. Він отримав теологічну освіту в Німеччині. У 1930 році на першому Українському Євангельському конгресі у Львові обраний главою Української Євангельської Церкви Аугсбурзького Сповідання. Висвячений був пастором громади УЄЦАС «Святого Густава II Адольфа», село Манява, Богородичанского району. Згідно з спогадами, Іларіон Шебець жив у Станиславові. Перш ніж розпочати богослужіння, пастир Шебець продовжував катехізаційні заняття по домівках членів громади. Коли ж було побудовано церковну будівлю, він продовжував недільні богослужіння. Кожне богослужіння було літургійним, під час якого майже всі люди вставали і брали участь у загальній сповіді. Згодом пастир Шебець захворів — у нього почалася гангрена ноги яку йому ампутували, і він виїхав з села. Іларіон Шебець закінчив свій життєвий шлях у Німеччині, оскільки був одружений з німкенею.
Пастор Іларіон Шебець належав до перекладацько-перевірочної комісії з створення сучасного українського перекладу Святого Письма під керівництвом митрополита Іларіона (Огієнка). Навесні 1936 року В. Шебець почав роботу разом з комісією, і в 1938 році був виданий Новий Завіт. До кінця 1939 року була перекладена вся Біблія, але повну перевірку перекладу завадила провести Друга світова війна. Під час цієї війни пастор В. Шебець був убитий.